# Noius oceanicus
Noius oceanicus är en insektsart som beskrevs av Navás 1929. Noius oceanicus ingår i släktet Noius och familjen florsländor. Inga underarter finns listade i Catalogue of Life.